# Karin Ehnbom-Palmquist
Karin Ehnbom-Palmquist (nascida a 1943 em Bromma) é uma diplomata sueca.

## Carreira
Ela estudou na Universidade de Estocolmo e na Universidade de Barcelona.
Ela foi vice-cônsul no consulado em Chicago e cônsul em Nova York. De 1997 a 2000, ela foi Embaixadora no México. De 2000 a 2003, foi chefe de protocolo do Ministério das Relações Externas; depois, entre 2003 e 2008, foi embaixadora na Austrália, e na Nova Zelândia.
De 2008 a 2018, foi Secretária Geral da organização Suecos no Mundo.